# Eigenfunctie
Een eigenfunctie is een generalisatie van het begrip eigenvector tot functies in plaats van vectoren. Als {\displaystyle L} een lineaire operator op een ruimte van functies is, die dus aan een functie {\displaystyle f} een andere functie {\displaystyle Lf} toevoegt, dan heet de functie {\displaystyle f} een eigenfunctie als er een (complex) getal {\displaystyle \lambda } is zodat:
{\displaystyle Lf=\lambda f}
Dat wil zeggen dat voor alle {\displaystyle x} geldt:
{\displaystyle (Lf)(x)=\lambda f(x)}
Het complexe getal {\displaystyle \lambda } heet een eigenwaarde van de operator {\displaystyle L}. 
Voorbeeld
Voor de eigenfuncties {\displaystyle f} van de differentiaaloperator {\displaystyle \mathrm {d} /\mathrm {d} x} voor functies op de reële getallen geldt:  
{\displaystyle {\frac {\mathrm {d} }{\mathrm {d} x}}f(x)=\lambda f(x)}
met als oplossingen:
{\displaystyle f(x)=c\,e^{\lambda x}}
Eigenfuncties spelen een belangrijke rol in onder meer de trillingsleer, elektromagnetisme en de kwantummechanica.